# 森邦雄
森 邦雄（もり くにお、1949年〈昭和24年〉3月26日 - ）は、日本の地方公務員。新潟県知事政策局長、同県副知事、にいがた産業創造機構理事長等を歴任。

## 人物・経歴
1971年年3月 中央大学法学部卒業。同年４月 新潟県庁入庁、農林水産部長、2005年 (平成17年) ４月 同総務部長、2006年4月	同知事政策局長。2008年４月 関根洋祐の後任として同副知事就任。小熊博、神保和男と同時期に副知事を務めた。2016年3月 高井盛雄を後任として副知事退任。同年４月 公益財団法人にいがた産業創造機構理事長、2018年6月 公益財団法人環日本海経済研究所 副代表理事、2020年 (令和2年) ６月 ブルボン社外取締役

## 栄典
- 2022年4月 春の叙勲で瑞宝中綬章受章[7]